# 门德雷斯河畔安条克战役
门德雷斯河畔安条克战役，或称阿拉谢希尔战役，是在小亚细亚西南部门德雷斯河畔安条克附近（今土耳其艾登省库尤贾克附近）发生的一场战役，交战双方为尼西亚帝国和罗姆苏丹国，双方的君主狄奥多尔一世皇帝与凯霍斯鲁一世苏丹都亲自上阵，塞尔柱突厥军在战斗初期占优，但苏丹临阵被杀，使得尼西亚军获胜。这次战役的胜利使尼西亚帝国确立了在小亚细亚西南部爱琴海沿岸的霸权。

## 背景
第四次十字军于1204年攻占君士坦丁堡后，几个继承国在原拜占庭帝国领土上建立起来，贵族狄奥多尔一世在小亚细亚西部建立了尼西亚帝国，并于1208年加冕称帝。尼西亚帝国与伊庇鲁斯专制国、特拉比松帝国这三个拜占庭人建立的国家都宣称自己是拜占庭帝国的继承者，但新建立的尼西亚帝国面临着北面十字军建立的拉丁帝国与东面塞尔柱突厥人建立的罗姆苏丹国的威胁。
1211年初，流亡中的前拜占庭皇帝阿莱克修斯三世（1195-1203年在位）乘船到达阿塔莱亚（今安塔利亚）投靠罗姆苏丹国，打破了苏丹国与尼西亚帝国之间的和平。几位同时代或稍后的史家记载了随后发生的事件，在穆斯林一边有伊本·比比和伊本·艾西尔；拜占庭人一边有乔治·阿克罗波利特斯和尼基弗鲁斯·格雷戈拉斯，尼基塔斯·霍尼亚提斯的编年史及其为狄奥多尔一世创作的颂词也有一定价值。
阿莱克修斯三世1203年被十字军赶下皇位，但他仍有着复位的野心。1203-1205年，他奔走于希腊各地，寻找实权人物的支持，之后被十字军领袖、塞萨洛尼基国王蒙菲拉特的博尼法斯俘虏囚禁，直到1210年，他的堂弟、伊庇鲁斯专制国君主米海尔·科穆宁·杜卡斯把他赎回。尽管尼西亚皇帝狄奥多尔娶了他的女儿安娜·科穆宁娜·安格丽娜，阿莱克修斯还是决意与罗姆苏丹凯霍斯鲁（1192年-1196年，1205-1211年两度在位）联合。阿莱克修斯与苏丹实际关系紧密，苏丹第一次失位后，曾在阿莱克修斯庇护下，在君士坦丁堡住了几年；乔治·阿克罗波利特斯甚至宣称他们两人在1203年结伴自拜占庭首都逃离。
苏丹热烈地欢迎了阿莱克修斯，这位流亡者提起了当初他给予苏丹的帮助，并许诺苏丹帮助他复位后，将会得到丰厚的回报。凯霍斯鲁认为，这是一个攻击尼西亚帝国的绝佳借口，于是遣使前往尼西亚，要求狄奥多尔一世把皇位让给阿莱克修斯，自然地被狄奥多尔拒绝，于是苏丹便集结军队进入他的领地。

## 战斗

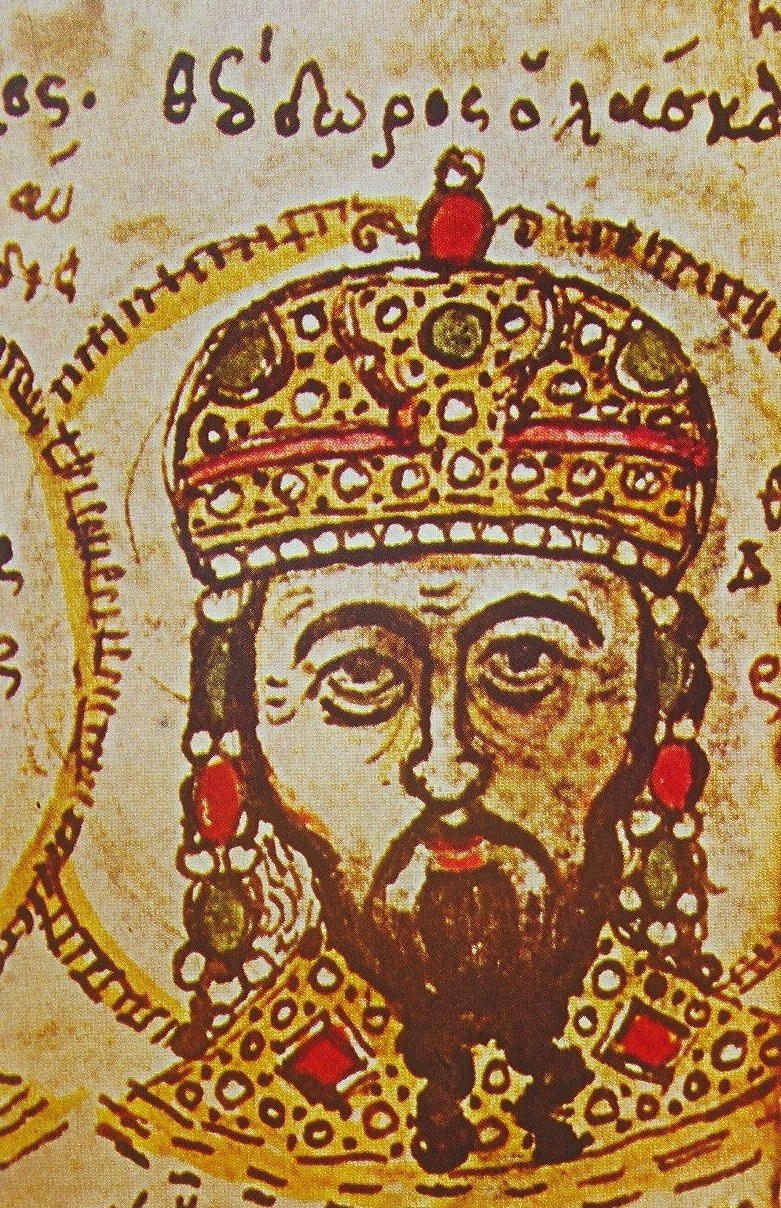
十五世纪手抄本中的狄奥多尔一世像

罗姆苏丹凯霍斯鲁一世带着阿莱克修斯三世一起行军，计划围攻门德雷斯河畔安条克，苏丹希望以此为据点，进攻门德雷斯河谷的其他地区。塞尔柱突厥军队的具体数字不得而知，一位圣徒传记作家佩拉戈尼亚的乔治（George of Pelagonia）称塞尔柱军有6万之众，这显然是过度的夸张，尼基弗鲁斯·格雷戈拉斯称有2万，似乎也有些夸大了，不过可确定的是，这支部队比狄奥多尔临时拼凑的部队规模更大。乔治·阿克罗波利特斯与尼基弗鲁斯·格雷戈拉斯都记载尼西亚军共2千人，佩拉戈尼亚的乔治则称有3千人，其中800人为所谓“拉丁人”，剩下的是拜占庭人。狄奥多尔一世带着尼西亚军从尼西亚出发，越过密细亚奥林帕斯山（今乌鲁达山），行军十一天后，到达菲拉德尔菲亚（今阿拉谢希尔）。塞尔柱方面的记载称战斗发生在菲拉德尔菲亚，而非门德雷斯河畔安条克。而据拜占庭记载，狄奥多尔得知门德雷斯河畔安条克即将沦陷，于是命令向该城强行军，只携带了几天的口粮。
尼基弗鲁斯·格雷戈拉斯记载，狄奥多尔想要以快速的袭击打得罗姆军措手不及，但乔治·阿克罗波利特斯则记载，狄奥多尔派先前来到尼西亚的苏丹使者回到对手军中，以告知他的到来。苏丹一开始有点怀疑，但最终还是放弃围城，前去迎战。战场山谷狭窄，使塞尔柱人的部队难以完全展开，尤其是骑兵，因此苏丹决定等待尼西亚军先进攻。两军接近后，狄奥多尔的雇佣拉丁骑兵向罗姆军中央发动猛攻，给敌军造成了很大的伤亡，轻装的弓箭手和投石手受到了尤其严重的打击，骑兵正面冲穿他们的编队后，又调转马蹄从后方再次发起进攻。不过苏丹还是很快地恢复了被突然的骑兵冲击削弱的部队纪律，利用其数量优势，包围、歼灭了拉丁骑兵，并开始攻击其余尼西亚部队，尼西亚军受打击后开始后退，有崩溃之势。
据乔治·阿克罗波利特斯所述，就在罗姆军即将获胜时，苏丹凯霍斯鲁找到了被敌军逼得四处奔突的狄奥多尔。苏丹立即发起攻击，用锤矛击中尼西亚皇帝的头盔，使之从马上坠下，于是苏丹吩咐左右将其俘虏，但恢复清醒的皇帝击打苏丹坐骑的后腿，也使之坠马。苏丹随后被斩首，头被插在长矛顶端高高举起，以让其部下看到，罗姆军随即开始骚动、撤退。但关于是谁给了苏丹致命一击，不同记载有不同的说法：尼基塔斯·霍尼亚提斯和尼基弗鲁斯·格雷戈拉斯归功于尼西亚皇帝本人；乔治·阿克罗波利特斯则称皇帝及其随从都没有看到是谁干的；罗姆一方的伊本·比比称是某拉丁骑士结果了苏丹；圣徒传作家佩拉戈尼亚的乔治则称是苏丹而不是皇帝先被击下马，皇帝的随从割下了苏丹的首级。尽管塞尔柱人快速地撤退了，但尼西亚军也损失不小，无力追击。

## 影响
罗姆苏丹死后，尼西亚军成功反败为胜，但自己也损失惨重。这场战役也暂时终结了罗姆苏丹国对尼西亚帝国的威胁，凯霍斯鲁的儿子，新苏丹凯考斯一世于1211年6月14日与尼西亚帝国达成停战协议，之后直到1260年代，两国间的边界都保持稳定。拜占庭帝国的前皇帝，狄奥多尔一世的岳父阿莱克修斯三世也在战场上被俘，得到了狄奥多尔的善待，但其皇家象征被剥夺，且被送进尼西亚的埃亚金索斯（Hyakinthos）修道院，几年后他在那里去世。
战斗之后，塞尔柱人把苏丹的尸体带回到科尼亚，葬在阿拉丁清真寺的皇家墓地中。穆斯林史家伊本·比比记载，狄奥多尔送给塞尔柱人2万个迪拉姆以在苏丹的葬礼上当做施舍分发。
战役的胜利虽使尼西亚帝国摆脱了塞尔柱人的威胁，但其军队损失惨重，尤其是拉丁人雇佣骑兵在皇帝的命令下，进行了有效但鲁莽的进攻，结果几乎全军覆没。惨重的损失使尼西亚无力抵挡拉丁帝国接下来从君士坦丁堡发起的攻击，在伦达库斯战役中战败，被迫把马尔马拉海沿岸的一些领土割给敌人。不过尼西亚人又在1212年特拉比松帝国的大卫·科穆宁死后，占领了他在帕夫拉戈尼亚的领地，弥补了领土损失。

### 脚注
1. ↑  Korobeinikov, Dimitri. . Oxford University Press. 2014: 149. ISBN 978-0191017940. Theodore I had no choice but to fight. In the battle at Antioch at the Maeander the Nicaean army was almost defeated, but Laskaris met the sultan in person and after a short duel killed him. The battle took place after 15 June 1211, probably on 17 June.（狄奥多尔一世别无选择只能迎战，战斗中，尼西亚军队几乎落败，但狄奥多尔一世在一对一决斗中击杀了苏丹。这场战斗发生于1211年6月15日以后，可能是在6月17日）
2. ↑  Treadgold 1997，第717頁.
3. 1 2  Bartusis, Mark C. . University of Pennsylvania Press. 1997: 28. ISBN 9780812216202.
4. ↑  Battle of Antioch on the Meander (1211), Adam Ali, Conflict and Conquest in the Islamic World: A Historical Encyclopedia, Vol. 1, ed. Alexander Mikaberidze, (ABC-CLIO, 2011), 118-119.
5. ↑  Redford 1991，第70頁.
6. ↑  Finlay & Tozer 1877，第365–366頁
7. ↑  Savvides 1991，第93–94頁.
8. ↑  Macrides 2007，第79–80, 123–127頁
9. ↑  Macrides 2007，第124, 127–129頁
10. ↑  Savvides 1991，第98 (Note 12)頁
11. ↑  Macrides 2007，第129頁
12. ↑  Savvides 1991，第97–98頁
13. 1 2  Macrides 2007，第129–130頁
14. ↑  Savvides 1991，第96 (Note 7), 98–99頁
15. ↑  Savvides 1991，第93頁.
16. 1 2  Savvides 1991，第99頁
17. ↑  Macrides 2007，第131頁
18. 1 2 3 4  Macrides 2007，第131–132頁
19. ↑  Savvides 1991，第99–100頁
20. ↑  Savvides 1991，第97 (Note 11), 100–101頁
21. ↑  Savvides 1991，第101 (Note 19)頁
22. ↑  Redford 1991，第70頁: "The importance to the Seljuks of burial in the tomb tower in Konya is well known, and is graphically illustrated by the care taken to reinter the body of Giyaseddin Keyhusrev in Konya after he was killed by the troops of Theodore Lascaris after the battle of Alaşehir."（对塞尔柱人来说，埋葬在科尼亚的墓塔中是非常重要，在阿拉谢希尔之战中被狄奥多尔一世杀死的苏丹吉亚斯丁·凯霍斯鲁的尸体被小心地带回科尼亚，正是对这种观点的生动证明。）
23. ↑  Macrides 2007，第132 (Note 6)頁
24. ↑  Angold 1999，第547頁.